# Атяж
Атяж — река в России, протекает по Далматовскому району Курганской области. Устье реки находится в 39 км по левому берегу реки Суварыш, около с. Тамакульское. Длина реки составляет 17 км.

## Данные водного реестра
По данным государственного водного реестра России относится к Иртышскому бассейновому округу, водохозяйственный участок реки — Исеть от впадения реки Теча и до устья, без реки Миасс, речной подбассейн реки — Тобол. Речной бассейн реки — Иртыш.
Код объекта в государственном водном реестре — 14010501112111200003231.

## Населённые пункты
- д. Ошурково
- с. Тамакульское